# Den Gamle Avlsgård i Ribe
Den Gamle Avlsgård i Ribe blev bygget i 1879, og var oprindeligt en fattiggård, men med socialreformen i 1933 blev alle fattiggårde i Danmark afskaffet, og gården blev overdraget til det nærliggende Ribelund. Ribelund var en institution for psykisk og fysisk syge borgere i Ribe, og fungerede som et lille samfund i samfundet. Med tårnhøje mure til at holde beboerne inde og borgerne i Ribe ude var Ribelund et selvforsynende bofællesskab med eget centralkøkken, vaskeri, systue, frisør, kirkesal, kirkegård og avlsgård. På avlsgården kunne beboerne dyrke de afgrøder, der udgjorde fundamentet i deres daglige kost, og samtidig fik de mulighed for fysisk at bruge kroppen. På gården indrettede man en afdeling med plads til 22 patienter, der skulle oplæres i landbrug. Desuden blev de dyrkede afgrøder brugt til at sikre, at Ribelund kunne være selvforsynende. Efterhånden som patienterne lærte indenfor landbruget, åbnede der sig nye muligheder, og nogle af de mandlige patienter endte med at få arbejde hos lokale landmænd på Ribe-egnen (en slags tidlig CSR-løsning).
I 1970 blev driften på Den Gamle Avlsgård nedlagt, og det blev besluttet at sælge ejendommen. På en del af jorden på sydsiden af Farupvej opførte forsorgen nye bygninger. 
Store dele af jorden blev solgt fra til bønder fra Farup, imens bygningerne med den tilhørende have i 2007 blev omdannet til et "moderne refugium", der tilbyder alternativ behandling og afholder kurser og konferencer.